# Hideaki Anno
Hideaki Anno (秀明 庵野?, Anno Hideaki; Ube, 22 maggio 1960) è un regista, animatore, sceneggiatore e attore giapponese.
Con il suo stile visivo che si caratterizza per vividezza e realismo del tratto calato in una continua sperimentazione grafica e narrativa postmoderna, Anno è uno dei registi ed animatori più influenti degli ultimi decenni, conosciuto principalmente per il lavoro svolto con la famosa serie TV d'animazione Neon Genesis Evangelion. 

## Biografia

### Esordi
Anno nasce a Ube, nella prefettura di Yamaguchi (nella regione del Chūgoku). Dopo aver ultimato gli studi presso le scuole della propria città, dove già allora si fa notare per le sue notevoli inclinazioni artistiche, realizzando brevi cortometraggi animati per i bunkasai locali, decide alla fine d'iscriversi presso l'Università delle Arti di Ōsaka a Kanan (nella prefettura di Ōsaka) dove, ancora studente, viene contattato assieme ai suoi compagni di stanza, Hiroyuki Yamaga e Takami Akai, per realizzare un filmato introduttivo per il DAICON 3, l'edizione del 1981 della rassegna di fantascienza giapponese Nihon SF Taikai.
In seguito al successo del breve filmato di cinque minuti, in cui una ragazzina affronta una sequenza di famosi mecha e astronavi, fu contattato in qualità di animatore, assieme a Yamaga, per lavorare alla serie Fortezza superdimensionale Macross (1982–1983). Nonostante questo primo lavoro, il suo talento non fu riconosciuto fino a quando non ebbe modo di prendere parte alla realizzazione del film Nausicaä della Valle del vento di Hayao Miyazaki nel 1984. Poiché aveva un impellente bisogno di ulteriori animatori, lo studio di produzione del film pubblicò un annuncio sulla rivista di animazione giapponese Animage, comunicando di essere alla disperata ricerca di nuovi elementi. Anno, al tempo poco più che ventenne, lesse l'annuncio e si precipitò allo studio, dove incontrò Miyazaki in persona e gli mostrò alcuni suoi disegni. Impressionato dal lavoro di Anno, Miyazaki lo ingaggiò per disegnare alcune delle sequenze più complesse della pellicola, come quella del Dio Guerriero, verso la fine del film.
Miyazaki e i suoi collaboratori apprezzarono molto il lavoro di Anno, il quale dopo questa esperienza divenne direttore d'animazione in seno all'organico dello studio Gainax, da lui stesso fondato insieme a degli ex-compagni di università, che si apprestava a far uscire nelle sale il suo primo lungometraggio, Le ali di Honneamise (1987), scritto e diretto dall'amico Yamaga, in cui s'occupò di coordinare il reparto d'animazione.
Parallelamente a ciò, Anno si prestò come animatore nella realizzazione di lavori di altre case di produzione, come nel caso del film Una tomba per le lucciole (1988) di Isao Takahata dello Studio Ghibli. In seguito divenne il principale regista, storyboarder e sceneggiatore della Gainax, realizzando o anche solo dirigendo la maggior parte delle loro serie anime, tra cui le più celebri Punta al Top! Gunbuster (1988) e Nadia - Il mistero della pietra azzurra (1990–1991), quest'ultima parzialmente ispirata a una delle prime bozze del soggetto di Laputa - Castello nel cielo di Miyazaki, il quale inizialmente avrebbe dovuto curare anche la serie. Dopo la conclusione di Nadia, Anno cadde in una fase di depressione durata quattro anni.
Nel 1994, invitato dall'amico regista Kunihiko Ikuhara, Hideaki Anno realizzò le sequenze delle trasformazioni di Sailor Uranus e Sailor Neptune nella terza serie di Sailor Moon, Sailor Moon S.

### Neon Genesis Evangelion

Firma di Hideaki Anno

La consacrazione nell'alveo dei grandi dell'animazione giapponese avvenne dopo aver superato questo difficile periodo con il suo seguente progetto, Neon Genesis Evangelion (1995–1996). La serie è di fatto uno dei più importanti prodotti di animazione di sempre, frutto del lavoro instancabile di Anno nel battersi per un ritorno degli anime a stili di disegno e temi più tradizionali, ma al contempo portandoli a nuovi livelli di precisione e profondità. Durante la lavorazione, Anno respinse lo stile di vita da otaku che stava conducendo, considerandolo una forma di autismo forzato. Per questa e per altre ragioni, la trama di Evangelion divenne sempre più psicologica e introspettiva con il procedere della serie, nonostante fosse mandata in onda ad un orario accessibile anche ai bambini. Anno sentiva che le persone dovevano essere esposte alle realtà della vita il più presto possibile, fin da piccoli. Prima che la serie si concludesse, anche per mancanza di fondi, tutti gli sforzi di trovare una logica narrativa furono abbandonati, concependo gli ultimi due episodi come un viaggio nella mente del personaggio principale. La serie non ottenne grandi risultati di ascolto nella fascia oraria iniziale (le 18:30), anche se in seguito, con la replica in orario notturno, più orientato verso gli adulti, divenne eccezionalmente popolare in Giappone.
Lungo tutta la messa in onda di Neon Genesis Evangelion, Anno cominciò a ricevere lettere ed email da un sempre maggior numero di fan che gli facevano complimenti, ma in seguito alla conclusione venne aspramente criticato da questi per gli ultimi due episodi, in quanto risolvevano la parte psicologica ma non quella narrativa della serie. Tra queste ci furono addirittura minacce di morte e lettere di disapprovazione da fan che pensavano che Anno avesse deliberatamente rovinato la serie, tanto da portare l'autore a meditare il suicidio. In parte per rispondere a queste lamentele, ma soprattutto per portare a compimento ciò che era stata l'idea complessiva e ambiziosa della serie, fu lanciato un progetto cinematografico inteso come finale "vero e proprio" della serie, costituito dai non meno discussi Neon Genesis Evangelion: Death & Rebirth e Neon Genesis Evangelion: The End of Evangelion, ambedue del 1997.

### Primi film dal vero e collaborazioni varie
Dopo Evangelion, Anno diresse una significativa porzione della serie anime del 1998 Le situazioni di Lui & Lei, tratto dall'omonimo shōjo manga di Masami Tsuda, primo anime della Gainax ad essere basato su un'opera preesistente, finché controversie con lo sponsor e, soprattutto, con l'autrice del manga, insoddisfatta dell'adattamento di Anno, finirono con il costringere il regista ad abbandonare il progetto, che lasciò nelle mani del suo protetto Kazuya Tsurumaki, già assistente alla regia per Evangelion. Alla fine, lo studio decise di terminare il corso dell'opera in corrispondenza del volume 7 del manga. Dopo questa disputa, Anno andò a lavorare con Hayao Miyazaki e lo Studio Ghibli su diversi corti animati, proiettati poi al Museo Ghibli.
Anno ha anche fatto incursioni nella cinematografia dal vero, iniziando con Love & Pop (1998), un film alquanto sperimentale girato con camere digitali in miniatura che cambiavano costantemente il formato dell'immagine, tratto dal romanzo breve Topaz II di Ryū Murakami ed incentrato sul tema dell'enjo kōsai ("appuntamento a pagamento", una forma di prostituzione adolescenziale) in Giappone. Il suo secondo film dal vero, Shiki-Jitsu (2000) (traducibile come "Giorno del rituale" o "Giorno della cerimonia"), è la storia di un ex-direttore d'animazione (interpretato dal regista indipendente Shunji Iwai) che si innamora di una donna estraniatasi dalla realtà. Pur essendo anche quest'ultimo, come già Love and Pop, un lavoro sperimentale, il film fu girato usando un più tradizionale formato 2.35:1, presentandosi in modo più raffinato ed evitando l'osticità del precedente lungometraggio del regista.
Nel marzo del 2002, si sposa con la mangaka Moyoco Anno. In questo periodo i suoi unici coinvolgimenti nell'animazione sono il doppiaggio dell'OAV del 2000 FLCL, diretto proprio da Tsurumaki, in cui presta la voce come comparsa al gatto Miyu-Miyu, e quello della serie TV Abenobashi - Il quartiere commerciale di magia, co-scritta e diretta sempre dall'amico Yamaga, in cui ha un cameo nel dodicesimo episodio e cura inoltre gli storyboard del tredicesimo.
Del 2004 è il suo terzo film dal vero, un adattamento tokusatsu del manga di Gō Nagai Cutie Honey. In duro contrasto con i suoi precedenti e più realistici film non d'animazione, Cutie Honey è un film decisamente leggero, dai toni fantasy e supereroistici, in cui lo stesso regista appare in un cameo. Ancora nel 2004, Anno supervisiona l'OAV in tre parti Re: Cutie Honey, la cui regia viene affidata a Hiroyuki Imaishi (prima parte), Takamichi Ito (seconda parte) e Masayuki (terza parte). Quella di Cutie Honey non è il suo unico cameo in un film: fra il 2004 ed il 2007, Anno compare anche in Cha no aji (茶の味?), Koi no Mon (恋の門?), Nice no mori: The First Contact (ナイスの森〜The First Contact〜?), Nihon chinbotsu (日本沈没?) e Quiet Room ni yôkoso (クワイエットルームにようこそ?).
Nel 2005 torna a collaborare con Tsurumaki, questa volta come supervisore ed autore dello storyboard del quarto episodio dell'OAV del 2004 Punta al Top 2! Diebuster, séguito di Gunbuster. Inoltre, lavora per un breve periodo presso lo studio Pierrot in qualità di animatore, storyboarder e regista delle animazioni d'apertura e chiusura di Sugar Sugar Rune, anime tratto da un manga della moglie Moyoco.

### Lo Studio Khara e ilRebuild of Evangelion
Nel 2006 lascia la Gainax per fondare lo Studio Khara e, pochi mesi dopo, annuncia la produzione della tetralogia cinematografica Rebuild of Evangelion, basata sulla serie TV del 1995. Al progetto collaborano tutti i membri dello staff originale. Il primo capitolo della tetralogia, Evangelion: 1.0 You Are (Not) Alone, quasi un rifacimento fotogramma per fotogramma dei primi episodi della serie animata, esce nei cinema nel settembre del 2007. Nel luglio del 2009 è la volta di Evangelion: 2.0 You Can (Not) Advance, che inizia a mostrare delle prime decise differenze rispetto all'opera originale. I primi due film riscuotono un grande successo commerciale e di critica. Il terzo capitolo, intitolato Evangelion: 3.0 You Can (Not) Redo e uscito nelle sale cinematografiche nipponiche il 17 novembre del 2012, comporta uno stravolgimento totale del Rebuild, andando di fatto a ribaltare l'intero senso della tetralogia ma bissandone comunque il successo commerciale.
Nel luglio del 2013 viene confermata la sua partecipazione in veste di doppiatore nel film dello Studio Ghibli Si alza il vento, diretto da Hayao Miyazaki. Anno è stato scelto per ricoprire il ruolo del protagonista Jirō Horikoshi, capo ingegnere progettista della Mitsubishi che progettò il caccia Mitsubishi A6M "Zero".
Nel 2014 è stato inoltre raffigurato nella serie anime Kantoku fuyuki todoki, ispirata al manga omonimo di Moyoco Anno. L'opera, basata su brevi episodi che ruotano attorno ad un comune fulcro comico che ha come obiettivo quello di prendersi gioco della vita da otaku, ritrae la figura di Hideaki Anno dal punto di vista di Rompers, personaggio super-deformed raffigurante Moyoco Anno stessa.

### Lo Shin Japan Heroes Universe
Scettico sul futuro dell'animazione giapponese, nel 2015 annuncia di aver iniziato i lavori, in coppia con Shinji Higuchi, per dirigere un nuovo film dal vivo di Godzilla. La pellicola, intitolata Shin Godzilla, è stata distribuita in Giappone il 29 luglio del 2016 venendo acclamata dalla critica e diventando il miglior incasso live-action dell'anno in patria. Oltre a costituire un reboot delle origini del celebre kaijū, il film trae ispirazione dal terremoto e maremoto del Tōhoku del 2011 e dal successivo disastro nucleare di Fukushima, traducendosi in una satira della società giapponese contemporanea.
Il 20 luglio del 2018, primo giorno di proiezione del film Mirai di Mamoru Hosoda in Giappone, è stato proiettato nelle sale il primo teaser trailer del quarto capitolo del Rebuild of Evangelion, la cui uscita è inizialmente prevista per l'estate 2020, ma a causa dell'emergenza COVID-19 è stata posticipata a marzo 2021. Intitolato Evangelion: 3.0+1.0 Thrice Upon a Time (シン・エヴァンゲリオン劇場版𝄇?, Shin Evangerion Gekijō-ban), il film rappresenta la chiusura della tetralogia e segna la conclusione del lavoro del regista su Evangelion. Il lungometraggio, accolto da critiche positive, è quello che ha riscosso il più grande successo commerciale in tutto il franchise, superando gli altri titoli della serie e anche il film del 1997 The End of Evangelion.
Nel febbraio 2022, Khara, Tōei Animation, Tōhō e Tsuburaya Productions hanno annunciato un progetto collaborativo intitolato Shin Japan Heroes Universe, permettendo di strutturare l'opera revisionista su cui era al lavoro Anno i cui film portano la parola shin nel titolo, riunendo i franchise in un unico universo autoriale. Il progetto SJHU si è concretizzato dopo che si è tenuto un incontro tra le case di produzioni coinvolte, sotto la supervisione di Anno stesso, il quale ha affermato che «è stato concepito nelle discussioni delle società collegate, dall'idea di unire personaggi di cultura giapponese, in modo collaborativo, per espanderli ulteriormente in tutto il mondo e stimolare il divertimento. [...] è un progetto che utilizza un oggetto comune chiamato Shin come espediente. In futuro, la parola Shin sarà rimossa». Nell'agosto 2022, Shinji Higuchi ha dichiarato che il progetto è comunque inteso solo per merchandising, eventi speciali e di collegamento, e che i film sono pensati per essere separati individualmente piuttosto che replicare la formula del Marvel Cinematic Universe.
Nell'estate del 2022 esce dunque nelle sale Shin Ultraman, diretto dallo stesso Higuchi su sceneggiatura di Anno, una rivisitazione della popolare serie tokusatsu degli anni '60.
L'anno seguente, è la volta di Shin Kamen Rider, reboot scritto e diretto da Hideaki Anno in occasione del cinquantesimo anniversario della serie originale di Kamen Rider, creata da Shōtarō Ishinomori.

## Vita privata
Sposato con la mangaka Moyoco Anno, si definisce agnostico ma al tempo stesso legato alla spiritualità dello shintoismo oltre a essere, inoltre, un convinto vegetariano fin dalla sua giovinezza.

## Filmografia

### Regista
- 1988 - Punta al top! - GunBuster
- 1990-1991 - Nadia - Il mistero della pietra azzurra (ふしぎの海のナディア, Fushigi no umi no Nadia)
- 1995-1996 - Neon Genesis Evangelion (新世紀エヴァンゲリオン, Shin seiki Evangerion)
- 1997 - Neon Genesis Evangelion: Death & Rebirth (新世紀エヴァンゲリオン 劇場版 DEATH & REBIRTH 死ト新生, Shin seiki Evangerion Gekijō-ban: DEATH & REBIRTH Shi to shinsei)
- 1997 - Neon Genesis Evangelion: The End of Evangelion (新世紀エヴァンゲリオン劇場版 THE END OF EVANGELION Air/まごころを、君に, Shin seiki Evangerion Gekijō-ban: The End of Evangelion Air/Magokoro wo, Kimi ni)
- 1998 - Love & Pop
- 1998 - Le situazioni di Lui & Lei (episodi 1-18)
- 2000 - Shiki-Jitsu
- 2002 - Kūsō no kikaitachi no naka no hakai no hatsumei
- 2004 - Re: Cutie Honey (OAV)
- 2004 - Cutie Honey
- 2007 - Evangelion: 1.0 You Are (Not) Alone (ヱヴァンゲリヲン新劇場版:序, Evangerion Shin Gekijō-ban: Jo)
- 2009 - Evangelion: 2.0 You Can (Not) Advance (ヱヴァンゲリヲン新劇場版:破, Evangerion Shin Gekijō-ban: Ha)
- 2012 - Evangelion: 3.0 You Can (Not) Redo (ヱヴァンゲリヲン新劇場版:Q, Evangerion Shin Gekijō-ban: Kyū)
- 2016 - Shin Godzilla (シン・ゴジラ, Shin Gojira)
- 2021 - Evangelion: 3.0+1.0 Thrice Upon a Time (シン・エヴァンゲリオン劇場版𝄇, Shin Evangerion Gekijō-ban)
- 2021 - One Last Kiss (videoclip)
- 2023 - Shin Kamen Rider (シン・仮面ライダー, Shin Kamen Raidā)

### Sceneggiatore
- 2022 - Shin Ultraman (シン・ウルトラマン, Shin Urutoraman)
- 2025 - Mobile Suit Gundam GQuuuuuuX (機動戦士Gundam GQuuuuuuX, Kidō senshi Gundam GQuuuuuuX)

### Storyboard
- 2001 - Mahoromatic
- 2002 - Abenobashi - Il quartiere commerciale di magia
- 2004-2006 - Punta al top 2! - DieBuster
- 2005-2006 - Sugar Sugar Rune

### Animatore
- 1981 - Daicon III Opening Animation
- 1982-1983 - Fortezza superdimensionale Macross
- 1983 - Daicon IV Opening Animation
- 1984 - Nausicaä della Valle del vento (風の谷のナウシカ, Kaze no tani no Naushika)
- 1984 - Birth
- 1987 - Le ali di Honneamise
- 1987 - Kinban no mokushiroku Crystal Triangle
- 1988 - Una tomba per le lucciole (火垂るの墓, Hotaru no haka)
- 1988 - Punta al top! - GunBuster
- 1988 - Metal Skin Panic MADOX-01
- 1993 - Hon ran
- 1994 - Macross Plus
- 1995 - Macross Plus Movie Edition
- 1995-1996 - Neon Genesis Evangelion (新世紀エヴァンゲリオン, Shin seiki Evangerion)
- 1997 - Neon Genesis Evangelion: Death & Rebirth (新世紀エヴァンゲリオン 劇場版 DEATH & REBIRTH 死ト新生, Shin seiki Evangerion Gekijō-ban: DEATH & REBIRTH Shi to shinsei)
- 1997 - Neon Genesis Evangelion: The End of Evangelion (新世紀エヴァンゲリオン劇場版 THE END OF EVANGELION Air/まごころを、君に, Shin seiki Evangerion Gekijō-ban: The End of Evangelion Air/Magokoro wo, Kimi ni)
- 2005-2006 - Sugar Sugar Rune

### Doppiatore
- Si alza il vento (風立ちぬ, Kaze tachinu), regia di Hayao Miyazaki (2013)

## Premi e riconoscimenti
- Yokohama Film Festival 1999, Best New Director per Love & Pop;
- Tokyo International Film Festival 2000, Best Artistic Contribution Award per Shiki-Jitsu;
- Tokyo Anime Award Festival 2014, Best Voice Actor per il personaggio di Jiro dal film Si alza il vento;
- Blue Ribbon Awards 2017, Best Film per Shin Godzilla.
- Awards of the Japanese Academy 2017:
  - Best Director per Shin Godzilla (con Shinji Higuchi);
  - Best Editing per Shin Godzilla (con Atsuki Sato).
- Tokyo Anime Award Festival 2022:
  - Miglior film d'animazione per Evangelion 3.0+1.0 Thrice Upon a Time;
  - Miglior regia per Evangelion: 3.0+1.0 Thrice Upon a Time;
  - Miglior sceneggiatura per Evangelion: 3.0+1.0 Thrice Upon a Time.